# Norra Hestra distrikt
Norra Hestra distrikt är ett distrikt i Gislaveds kommun och Jönköpings län. Distriktet ligger omkring Hestra i västra Småland. Berget och naturreservatet Isaberg ligger i distriktet.

## Tidigare administrativ tillhörighet
Distriktet inrättades 2016 och utgörs av socknen Norra Hestra i Gislaveds kommun.
Området motsvarar den omfattning Norra Hestra församling hade vid årsskiftet 1999/2000.

## Tätorter och småorter
I Norra Hestra distrikt finns en tätort men inga småorter.

### Tätorter
- Hestra